# Territorio dell'Oregon
Territorio dell'Oregon è il nome applicato sia alla non organizzata Oregon Country reclamata prima da Spagna e Regno Unito ed in seguito da Stati Uniti e Regno Unito, sia al territorio organizzato statunitense, formato da quest'ultima, che esistette dal 1848 al 1859 con una superficie di oltre un milione e mezzo di km² (comprendente in larga parte gli attuali Stati statunitensi dell'Oregon, dell'Idaho e di Washington e la parte meridionale della Columbia Britannica in Canada).

## Stora
Con l'accordo tra Stati Uniti e Regno Unito del 1846 il territorio dell'Oregon venne ceduto dal Regno Unito agli Stati Uniti (circa 730.080 km²), dando a questi ultimi l'accesso all'Oceano Pacifico. Il Territorio dell'Oregon venne organizzato il 14 agosto 1848 durante la presidenza di James Knox Polk con un atto del Congresso degli Stati Uniti d'America, prendendolo dalla porzione dell'Oregon Country posta sotto il 49º parallelo Nord.
Originariamente includeva il territorio degli odierni stati di Idaho, Oregon e Washington, oltre che alla parte del Montana a ovest dello spartiacque continentale delle Americhe (Continental Divide), e alla parte di Wyoming, a ovest della Continental Divide e a nord del 42º parallelom, il confine settentrionale della cessione messicana.
La prima capitale territoriale fu Oregon City. La capitale venne in seguito spostata a Salem nel 1851. Nel 1853 la porzione di territorio a nord del corso del basso fiume Columbia e a nord del 46º parallelo venne organizzata nel Territorio di Washington. Il 14 febbraio 1859 il territorio entrò nell'Unione come Stato dell'Oregon, con i suoi attuali confini. La restante porzione orientale del territorio (ovvero le parti degli odierni Idaho meridionale e Wyoming occidentale) vennero aggiunte al Territorio di Washington.

## Evoluzione territoriale dell'Oregon dal 1848

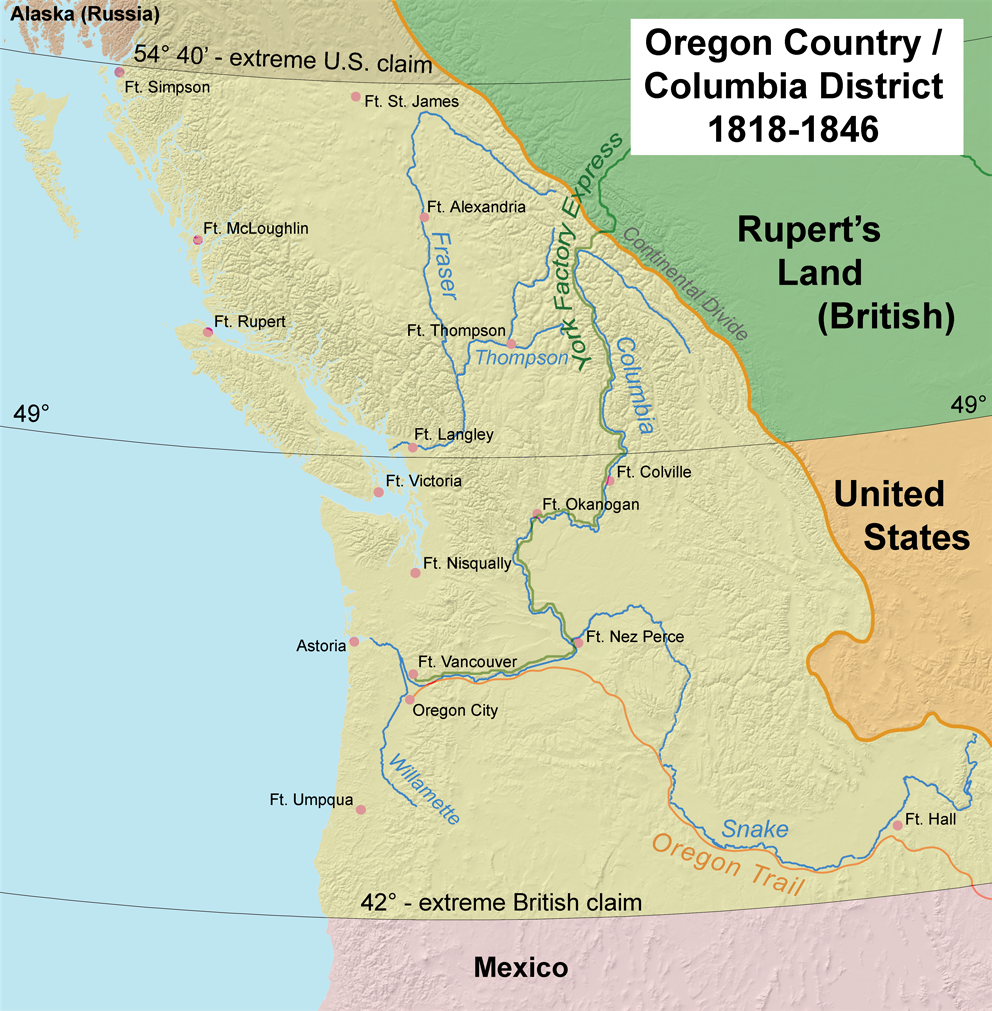
Mappa dell'Oregon Country fino al 1848 con la linea di spartizione tra Statunitensi e Britannici
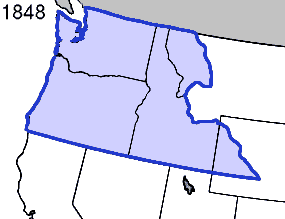
Il Territorio dell'Oregon (blu) nel 1848
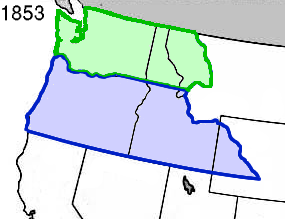
Il Territorio dell'Oregon (blu) ed il Territorio di Washington (verde) nel 1853
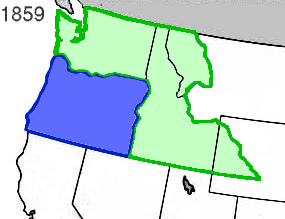
Lo Stato dell'Oregon (blu) ed il Territorio di Washington (verde) nel 1859